# Łowiec Polski
„Łowiec Polski” – miesięcznik o tematyce przyrodniczo-łowieckiej, poruszający tematy z dziedziny nauk przyrodniczych, ekologii, historii, etyki łowieckiej, prawa, broni i amunicji, kynologii łowieckiej, sokolnictwa, łucznictwa myśliwskiego, a także działalności Polskiego Związku Łowieckiego – wydawany od 1899 roku jest jednym z najstarszych tego typu tytułów w Polsce i w Europie. Prowadzi stronę internetową oraz internetowy serwis informacyjny.
Wydawcą miesięcznika jest spółka Łowiec Polski Sp. z o.o., której właścicielem jest Polski Związek Łowiecki. Spółka Łowiec Polski ma prawa do tytułu oraz do marki Jedność Łowiecka (internetowego i wysyłkowego sklepu myśliwskiego). Jest również wydawcą kalendarzy, druków i książek o tematyce przyrodniczo-łowieckiej.
„Łowiec Polski” dostępny jest w sprzedaży bezpośredniej, realizowanej we współpracy z najważniejszymi sieciami prasowymi, oraz w prenumeracie, w tym także zagranicznej – największym odbiorcą są Stany Zjednoczone. Wydawnictwo prowadzi również samodzielną sprzedaż bieżących i archiwalnych numerów gazety za pośrednictwem swojego sklepu.
Od 2006 roku „Łowiec Polski” liczy sobie 116 stron, a od 2014 roku wydawany jest również w wersji elektronicznej, dostępnej na najpopularniejszych platformach: Apple (za pośrednictwem AppStore) oraz Android (za pośrednictwem Google Play).
Wydawnictwo Łowiec Polski jest członkiem Związku Kontroli Dystrybucji Prasy.

## Historia
Pomysł stworzenia ogólnopolskiego czasopisma o tematyce łowieckiej zrodził się w umyśle wybitnego zoologa Jana Sztolcmana – urodzonego w Warszawie badacza flory i fauny oraz podróżnika. Periodyk ten miał być spełnieniem jego wizji dotyczącej pisma zrzeszającego i scalającego całą ówczesną społeczność myśliwską. Nie był to jednak pierwszy tytuł o takiej tematyce. Wcześniej w zaborze rosyjskim powstały „Trąbki Wileńskie”, czyli dodatek do wileńskiego „Słowa” pt. „Gdzie to Gdzie Zagrały Trąbki Myśliwskie?..” Organ Łowiectwa Wileńskiego a poza ziemiami zagarniętymi przez Rosjan, na których uzyskanie pozwolenia na wydawanie tego typu publikacji było bardzo trudne, wydawany był jeszcze „Łowiec Małopolski” i od 1907 roku do wybuchu drugiej wojny światowej „Łowiec Wielkopolski”.
Po wielu interwencjach w Petersburgu, korzystając również ze swoich koneksji, Jan Sztolcman otrzymał z końcem 1897 roku odpowiednią koncesję, stając się wydawcą i pierwszym redaktorem naczelnym „Łowca Polskiego”.

## Początek działalności
Pierwszy numer ukazał się 20 marca 1899 roku, jako: „Dwutygodnik ilustrowany poświęcony myślistwu, broni i hodowli psów myśliwskich”. Zgodnie z zamierzeniami twórców miał stanowić pierwsze tak pełne i bogate w wiedzę czasopismo dla myśliwych. Duże zainteresowanie łowiectwem, jakie wpisane jest w kulturę Polaków, sprawiło, że rozpoczynający działalność „Łowiec Polski” szybko zaskarbił sobie wierne grono czytelników. Pierwszy numer liczył 16 stron, niemal w całości pokrytych tekstem. Jedynie dwie ostatnie zarezerwowane były dla ogłoszeń, przyciągających wzrok grafikami. Redakcja „Łowca Polskiego” mieściła się wówczas przy ulicy Nowogrodzkiej 17 w Warszawie. Pierwsze 11 numerów ukazało się drukiem Emila Skiwskiego
Nakład każdego z numerów w 1899 roku wynosił 1500 egzemplarzy, by z czasem – w 1914 roku – osiągnąć liczbę 5000 egzemplarzy. Adres administracji „Łowca Polskiego” mieścił się przy ulicy Wareckiej 15. Już w drugim numerze z 3 kwietnia 1899 roku po raz pierwszy pojawił się także adres Nowy Świat 35, gdzie znajdował się wówczas Warszawski Oddział Cesarskiego Towarzystwa Prawidłowego Myślistwa. Rok później siedzibę redakcji przeniesiono ze stołecznej ulicy Nowogrodzkiej, na ulicę Smolną 34.
Ostatni numer „Łowca Polskiego” przed przerwą spowodowaną wybuchem I wojny światowej nosił datę 1 sierpnia 1914 roku. Zakończył się wówczas pierwszy okres życia czasopisma, w którym przez 15 lat dwutygodnik nie przechodził większych zmian ani w strukturze, ani w szacie graficznej.

## II Rzeczpospolita
Pierwszy numer pisma w II Rzeczypospolitej ukazał się z datą 1 stycznia 1924 roku. Było to możliwe dzięki wsparciu sponsorów – Stanisława Lilpopa i Wacława Sperlinga – późniejszych bliskich współpracowników „Łowca Polskiego”. Znajdujący się na okładce podtytuł „Organ Centralnego Związku Polskich Stowarzyszeń Łowieckich” jasno wiązał periodyk z organizacją, która w 1934 roku przemianowana została na funkcjonującą do dziś nazwę Polski Związek Łowiecki.
Po przerwie „Łowiec Polski” zmienił się z dwutygodnika w miesięcznik, choć ilość prezentowanych treści pozostała taka sama, jak we wcześniejszych wydaniach. Stanowisko redaktora naczelnego ponownie objął Jan Sztolcman, by przez 4 kolejne lata, aż do swojej śmierci w 1928 roku, kierować losami czasopisma. Wcześniej, przez połączenie „Łowca Polskiego” z periodykiem „Przegląd Myśliwski” i „Łowiectwo Polskie” w 1925 roku, współredaktorem pisma został Julian Ejsmond (od 1926 r.).
Zmienił się także adres redakcji na Nowy Świat 35, gdzie „Łowiec Polski” utrzymywał wcześniej jedynie część biura. Po śmierci Jana Sztolcmana pismem kierował dalej Julian Ejsmond, do którego dołączył Walenty Włodzimierz Garczyński. Od 1923 roku był on działaczem wspomnianego Centralnego Związku Polskich Stowarzyszeń Łowieckich, a od marca 1930 roku, po nagłej śmierci Juliana Ejsomda, został samodzielnym redaktorem naczelnym.
W 1926 roku, a więc dwa lata od wznowienia wydawnictwa, „Łowiec Polski” ponownie został dwutygodnikiem. 19 numer w 1927 roku przyniósł kolejne istotne przeobrażenie. 1 października 1927 roku ukazał się numer opisany jako „Pismo tygodniowe – ukazuje się w każdą sobotę”. Jego wydawcą był wówczas Polski Związek Stowarzyszeń Łowieckich (wcześniej znany jako Centralny Związek Polskich Stowarzyszeń Łowieckich), a od 1937 roku Polski Związek Łowiecki.
Od 1933 roku „Łowiec Polski” zaczął ukazywać się trzy razy w miesiącu. Czasopismo liczyło wówczas od 14 do 20 stron. Był to również okres, w którym zawartość „Łowca Polskiego” wzbogaciła się o zdjęcia.
Wraz z pierwszym numerem 1939 roku „Łowiec Polski” ponownie wrócił do postaci dwutygodnika, zawierając większą ilość materiału niż poprzednie formy wydawnicze. Czasopismo liczyło 36 stron, z czego 3 zarezerwowane były na ogłoszenia.
Ostatni numer przed wybuchem II wojny światowej ukazał się z datą 1 września 1939 roku. W zawartej w nim odezwie do wszystkich członków Polskiego Związku Łowieckiego oraz prenumeratorów „Łowca Polskiego” przeczytać można: „Miejmy nadzieję, że te wartości, które potrafiliśmy uchronić dla państwa i społeczeństwa, uda nam się choć w pewnej części uratować z dziejowej zawieruchy i że po zwycięskiej wojnie będziemy mogli ze wzmożonym wysiłkiem dalej pracować na chwałę i pożytek drogiego nam wszystkim łowiectwa polskiego”.

## Lata powojenne

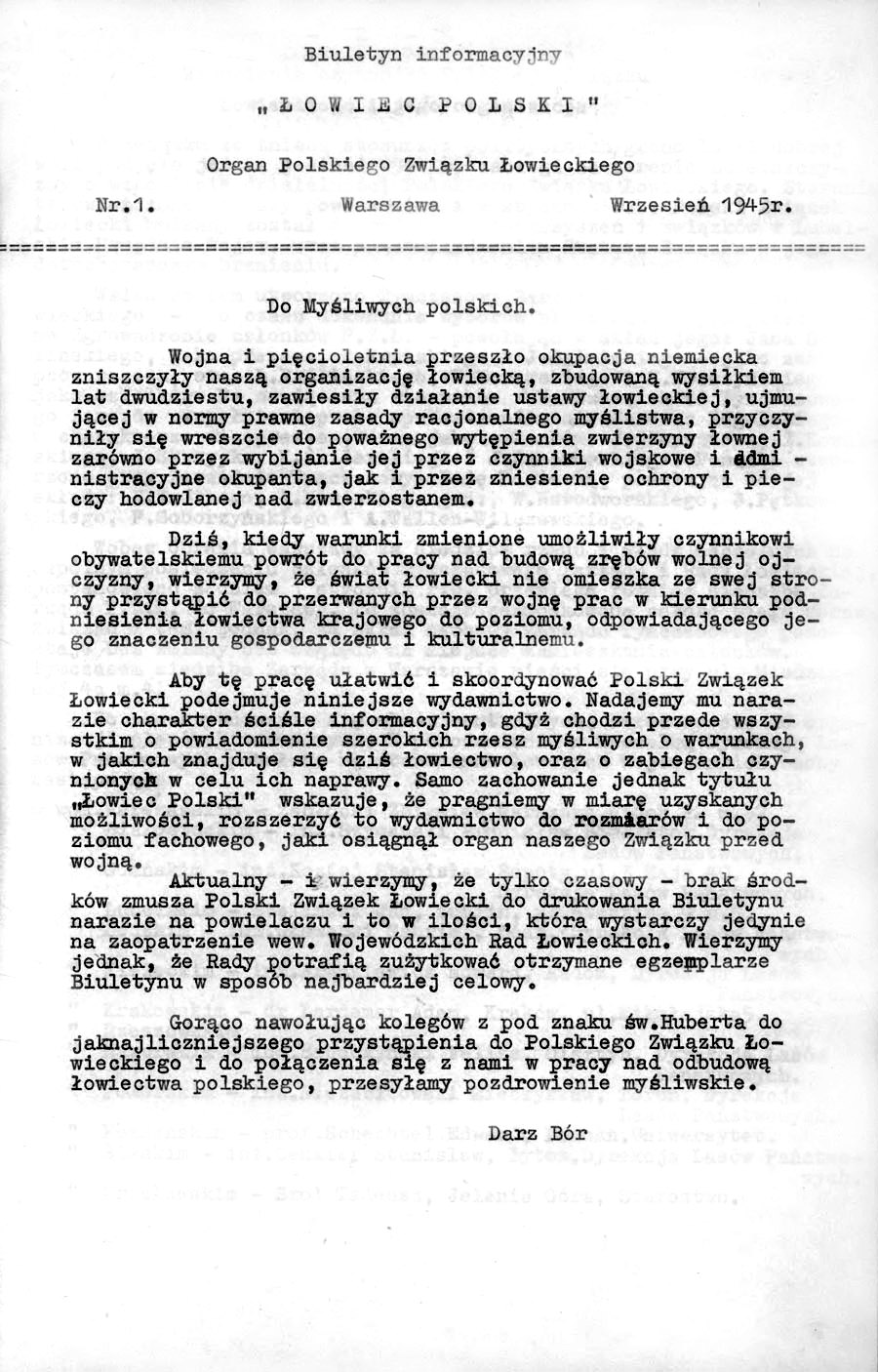
„Łowiec Polski” Numer 1-1945

Obietnica została spełniona już we wrześniu 1945 roku, kiedy to ukazał się zredagowany w Warszawie biuletyn informacyjny „Łowiec Polski”, opatrzony numerem pierwszym. Z polecenia zarządu Polskiego Związku Łowieckiego obowiązki redaktora przy wydawaniu biuletynu pełnił wówczas prof. Józef Gieysztor, który przed wojną przez wiele lat należał do komitetu redakcyjnego. Redakcja została przeniesiona do mieszkania przy ulicy Miedzianej 4a. Pierwszy biuletyn liczył sobie 12 stron pisma maszynowego, kolejny 8, a listopadowy 26 stron – ten ostatni opatrzony był również w bardzo przykry załącznik, zawierający wspomnienia o zabitych i zmarłych podczas okupacji. Otwierało je nazwisko Walentego Garczyńskiego.
Od 1 kwietnia 1946 roku „Łowiec Polski” ukazuje się już jako dwumiesięcznik. Mimo ogromnych strat, jakie wojna poczyniła w środowisku myśliwskim, w 1947 roku „Łowiec Polski” osiągnął nakład 25 tysięcy egzemplarzy. Do redakcji powrócili też przedwojenni redaktorzy, jak Włodzimierz Korsak i Herman Knothe, współpracujący z pismem od samego początku.
Dzięki staraniom redaktora naczelnego Józefa Gieysztora pismo utrzymuje niezmiennie wysoki poziom, publikując fachowe informacje i reportaże, ale przede wszystkim pozostaje odizolowane od bieżącej polityki. Gdy w 1950 roku ze względu na stan zdrowia Józef Gieysztor ustąpił ze stanowiska, jego miejsce na dwa lata przejął Rudolf Kryspin. Od 1952 roku redaktorem naczelnym był Zbigniew Kowalski – literat i pisarz łowiecki. Jego następcą został Witold Wudel, któremu przyszło wydawać czasopismo w trudnym okresie przed odwilżą październikową.
Rok 1956 przyniósł ze sobą kolejną zmianę redaktora naczelnego, którym został Leon Popławski. Od 1958 roku „Łowiec Polski” ponownie staje się dwutygodnikiem. Rok później stanowisko redaktora naczelnego obejmuje Józef Jastrzębiec-Szczepkowski – szanowany myśliwy, dziennikarz.
Od 1969 roku, mimo starań redakcji i ówczesnej drukarni periodyku Domu Słowa Polskiego, czasopismo zaczęło ukazywać się nieterminowo. Trudności te, niezależne od „Łowca Polskiego”, zostały pogłębione wraz ze śmiercią redaktora Szczepkowskiego w 1973 roku. Wtedy też stanowisko to objął dotychczasowy sekretarz redakcji Albin Kryński.

## Stan wojenny do chwili obecnej
W momencie wprowadzenia stanu wojennego w grudniu 1981 roku – podobnie jak większość czasopism – „Łowiec Polski” przestaje się ukazywać do maja 1982 roku, kiedy to kierownictwo po zmarłym redaktorze Kryńskim przejął doświadczony dziennikarz Zygmunt Golański. Istotną pomocą służył mu Arkady Brzezicki – najstarszy żyjący wówczas współpracownik redakcji – dzięki czemu „Łowiec Polski” szybko odzyskał swoją pozycję. W 1983 roku stanowisko po Zygmuncie Golańskim przejmuje Halina Nehringowa. Od tego roku dwutygodnik „Łowiec Polski” staje się miesięcznikiem w kształcie znanym do dziś.
Kolejna zmiana redaktora naczelnego przypada na 1989 rok, kiedy stanowisko to przejął Bohdan Jasiewicz. „Łowiec Polski”, drukowany wówczas w Wojskowych Zakładach Graficznych, musiał ograniczyć swoją objętość ze względu na trudności w zdobyciu odpowiedniego przydziału papieru. Było to okazją do zmiany drukarni na Zakłady Graficzne „Gryf” w Ciechanowie, które zgodziły się na druk pisma w pełnym kolorze, na papierze kredowym.
Wiosną 1991 roku powołano do życia Wydawnictwo Łowiec Polski Sp. z o.o., które miało nie tylko wydawać samo czasopismo, ale także książki i druki akcydensowe. Pierwszym prezesem spółki, a także redaktorem naczelnym został dotychczasowy wieloletni członek Kolegium Redakcyjnego pisma Roman Wysocki. Kilka miesięcy później stanowisko to po redaktorze Wysockim objął Wojciech Morawski.
Od marca 1998 roku prezesem zarządu spółki został Wojciech Cieplak, a funkcję redaktora naczelnego „Łowca Polskiego” objęła Joanna Leśniak. Od stycznia 2004 roku redaktorem naczelnym został prezes zarządu Wojciech Cieplak, a w 2005 roku stanowisko to przejął Jan Wójcik. W 2004 roku prezesem zarządu został Paweł Gdula, który w kwietniu 2006 roku objął również stanowisko redaktora naczelnego.

## Redaktorzy naczelni
- Jan Sztolcman – 1897–1926
- Jan Sztolcman, Julian Ejsmond – 1926–1928
- Julina Ejsmond, Walenty Włodzimierz Garczyński – 1928–1930
- Julian Ejsmond – 1930–1939[8]
- Józef Gieysztor – 1945–1950
- Rudolf Kryspin – 1950–1952
- Zbigniew Kowalski – 1952–1954
- Witold Wudel – 1954–1956
- Leon Popławski – 1956–1959
- Józef Jastrzębiec-Szczepkowski – 1959–1973
- Albin Kryński – 1973–1981
- Zygmunt Golański – 1982–1983
- Halina Nehringowa – 1983–1989
- Bohdan Jasiewicz – 1989–1991
- Roman Wysocki – 1991–1991
- Wojciech Morawski – 1991–1998
- Joanna Leśniak – 1998–2004
- Wojciech Cieplak – 2004–2005
- Jan Wójcik – 2005–2006
- Paweł Gdula – 2006– 2019
- Bartosz Marzec – 2019– obecnie

## Wybrani autorzy „Łowca Polskiego”
| Adam hr. Rzewuski   | Adolf Dygasiński           | Albin Kryński           | Aleksander Janta-Połczyński | Andrzej Kumor          | Andrzej Wierzbieniec           | Arkady Brzezicki       | Artur hr. Sumiński         |
| August Sztolcman    | Benedykt hr. Tyszkiewicz   | Bogdan Jasiewicz        | Bohdan Czeszko              | Bolesław Świętorzecki  | Bronisław Zieliński            | Edward Frankiewicz     | Edward Kopczyński          |
| Edward Kowalski     | Edward Lutczyn             | Erwin Dembiniok         | Franciszek Ejsmond          | Grzegorz Russak        | Halina Nehring                 | Herman Knothe          | Hieronim Radziwiłł         |
| Ignacy Bobiatyński  | Igor Newerly               | Jan Edward Kucharski    | Jan Stolcman                | Jan Tyszkiewicz        | Jan Żabiński                   | Janusz Meissner        | Jerzy Bralczyk             |
| Jerzy Wilski        | Jerzy Zawitaj              | Joanna Leśniak          | Józef Gieysztor             | Józef hr. Potocki      | Józef Jastrzębiec Szczepkowski | Józef Szczepkowski     | Józef Waszkiewicz          |
| Józef Weyssenhoff   | Józef Władysław Kobylański | Julian Bohdanowicz      | Julian Ejsmond              | Julian Fałat           | Julian Huta                    | Juliusz Fałat          | Juliusz hr. Bielski        |
| Kamil Mackiewicz    | Kazimierz Winkler          | Kornel Makuszyński      | Krzysztof Daukszewicz       | ks. Ludwik Niedbał     | Leon Popławski                 | Leopold Pac Pomarnacki | Leszek Sawicki             |
| Maciej Łogin        | Maurycy hr. Potocki        | Melchior Wańkowicz      | Michał Pawlikowski          | Mirosław Pokora        | Paweł Fabijański               | Piotr Załęski          | Robert Makłowicz           |
| Robert Terentjew    | Robert Toporkiewicz        | Roman Bratny            | Roman Dziedzic              | Roman Feill            | Roman Potocki                  | Rudolf Kryspin         | Ryszard Dzięciołowski      |
| Stanisław Cenkier   | Stanisław Hoppe            | Stanisław hr. Tarnowski | Stanisław hr. Tyszkiewicz   | Stanisław hr. Wodzicki | Stanisław Lilpop               | Stanisław Mycielski    | Stanisław Rozwadowski      |
| Stanisław Steliński | Stanisław Zaborowski       | Stefan Badeni           | Stefan hr. Lubomirski       | Stefan hr. Szembek     | Stefan Pańtak                  | Stefan Szmidt          | Tadeusz Pasławski          |
| Tomasz Zan          | Tytus Karpowicz            | W. Pikiel               | Wacław Przybylski           | Walenty W. Garczyński  | Wiesław Zieliński              | Wilhelm Auterhoff      | Władysław Janta Połczyński |
| Władysław Rzewuski  | Włodzimierz Garczyński     | Włodzimierz Korsak      | Włodzimierz Łapiński        | Włodzimierz Puchalski  | Wojciech Cieplak               | Zbigniew Korolkiewicz  | Zbigniew Kowalski          |
| Zbigniew Siedlecki  | Zbigniew Wdowiński         | Zygmunt Golański        | Zygmunt Pielowski           | Zygmunt Świętorzecki   |                                |                        |                            |

## Działalność kulturalna
- III Kongres Kultury Łowieckiej – Polska kultura łowiecka na tle Europy
- Konkurs fotograficzny im. Włodzimierza Puchalskiego

## Działalność edukacyjna
- Ożywić pola – program aktywnej edukacji ekologicznej „Łowca Polskiego”

## Współpraca zewnętrzna
- Fundacja Ochrony Głuszca